# Westerleigh
Westerleigh est un village et une paroisse civile (qui comprend Henfield (en)) dans le sud du Gloucestershire, en Angleterre.
Les sources de la Frome et une extrémité du sentier de la vallée de la Frome (en) sont situés sur son territoire.
Le village est à 0,8 mile (1,3 km) au nord de l'autoroute britannique M4, à 1 mile (1,6 km) au sud de Yate et à 10 miles (16 km) au nord-est de la ville de Bristol. Au sud, elle comprend une colline escarpée, pour laquelle les 5 miles (8,0 km) autour de la crête des collines de Cotswolds sont inclus dans une AONB (Area of Outstanding Natural Beauty).

## Démographie
En 2011, le village comptais 3399 habitants.